# 卡斯蒂約斯

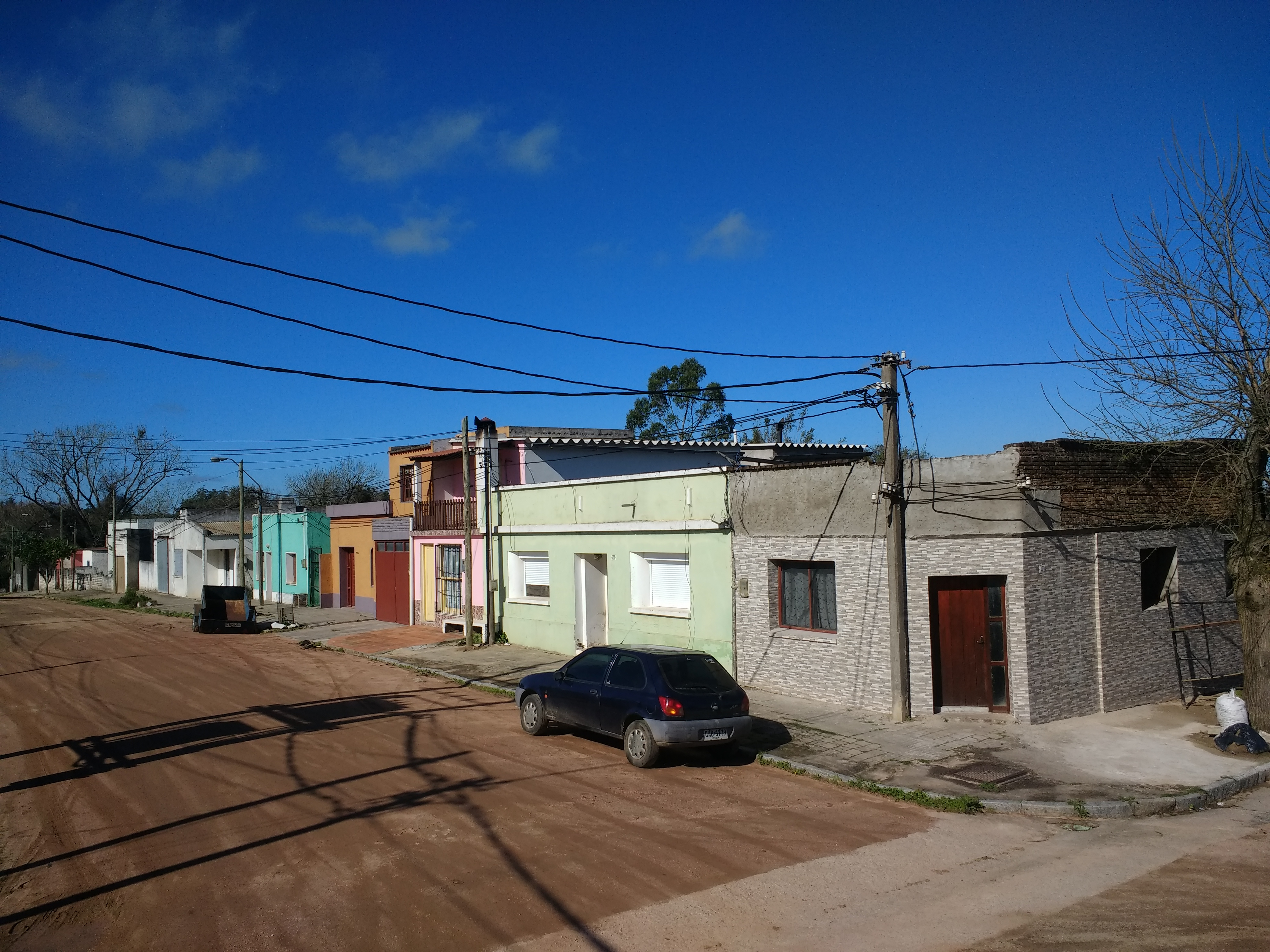

卡斯蒂約斯是烏拉圭的城市，由羅恰省負責管轄，位於該國東南部，距離首府羅恰56公里，始建於1866年4月19日，海拔高度44米，主要經濟活動是旅遊業，2004年人口7,649。

## 外部連結
- INE map of Castillos（页面存档备份，存于）